# 六祖壇経
『六祖壇経』（ろくそだんきょう）は、仏教の経典で、中国禅宗の第六祖慧能の説法集である。禅宗における根本教典のひとつ。最も古い写本は『南宗頓教最上大乗摩訶般若波羅蜜経六祖恵能大師於韶州大梵寺施法壇経』と名づけられる。『六祖大師法宝壇経』とも、単に『壇経』とも言う。
唐代の初め頃、韶州刺史の韋璩（いきょ）の求めに応じて、大梵寺において行った説法をおもな内容とする。書き留めたのは弟子の法海である。

## 構成
北宋の時代、967年に恵昕（えきん）が文章を整理し、上下巻に分けた本が広く通用している。それによると、全体は十一門に分けられている。
- 上巻
  - 縁起説法門
  - 悟法伝衣門
  - 為時衆説定慧門
  - 教授坐禅門
  - 説伝香懺悔発願門
  - 説一体三身仏相門
- 下巻
  - 説摩訶般若波羅蜜門
  - 問答功徳及西方相状門
  - 諸宗難問門
  - 南北二宗見性門
  - 教示十僧伝法門

上巻・下巻に分けたのは分量の関係で、意味はないようである。
「縁起説法門」は説法の背景の説明。「悟法伝衣門」は説法の導入部分として、慧能の略歴を述べている。そこから「問答功徳及西方相状門」までは説法。そこで慧能は大梵寺から曹渓宝林寺へ帰り、「諸宗難問門」以下の篇では弟子たちとの問答が記されている。最後は慧能の入滅で終わる。

## 内容
『壇経』の主題は「見性成仏」である。それを語る、慧能が六祖となるまでの逸話が興味深い。五祖弘忍の弟子たちへの問いかけに応じて、新しい白壁に筆頭弟子の神秀が書いた詩に「莫使染塵埃」（塵埃に染さしむること莫かれ）とあったのを聞いて、読み書きできなかった下男の慧能は人に頼んでその隣に詩を書いた。その中には「何処有塵埃」（何処に塵埃有らん）とあった。つまり、一般的には心を清めて悟りに達すれば、塵など気にかからなくなると考えがちだ。もはや塵にとらわれることがないと解釈する。しかし、慧能の考えでは、それではまだ心の中に塵を認識するものが残っている。それも捨て去っていったところで、初めてどこに塵があるのか、あるのはただそのものだけじゃないかという境涯に達する。それに気付くのが見性成仏ということである。様々の汚れは妄想により存在するので、妄想を止めれば、そのものが仏の世界なのだという思想である。『壇経』においては、その思想が明確に（中国禅の典籍にしては、という但し書きが付くが）語られている。
南方禅（頓悟禅）は『六祖壇経』の教義を基盤にしている。というよりは、慧能の弟子の神会がその宗旨をもとに、慧能の説法の記録だった『六祖壇経』を編修したという説が有力であり、後の禅宗の発展に大きな影響を及ぼした。

## 伝来と影響
『壇経』の成立について疑いを抱く人も多い。道元は偽書だと言っている。
同時代すでに、慧能の弟子である慧忠が「『壇経』は改変された」と憤慨している。改変者はおそらく荷沢神会（かたくじんね）である。神会は慧能の死後もその教えを守ることに務め、南方禅を広めて北方禅（神秀の系統）を圧倒した。
『壇経』は嗣法の証として代々伝授され、世には顕れなかった。しかし9世紀以降は一般に広まった。
現在残る本としては大きく分けて、敦煌出土本と、恵昕編集本の二つの系統が見られる。時代的には敦煌出土本の方が古いが、内容では恵昕本の方が優れているとの指摘もあり、どちらが本来の形を留めているかいまだ意見の対立がある。前者を荷沢宗、後者を洪州宗の一門の手による成立とする見方もある。
中国語では『六祖大師法寶壇經』と表記される。英語では"Platform Sutra"。Philip Yampolskyによって英訳された。